# Pętówka babienica
Pętówka babienica (Alytes obstetricans) – gatunek płaza bezogonowego z rodziny ropuszkowatych (Alytidae). Gatunek trujący.

## Dane liczbowe
- Długość: 4–6 cm
- Masa: 9–10 g
- Długość życia: ponad 5 lat
- Czas przeobrażenia: ok. 8 miesięcy.

## Wygląd

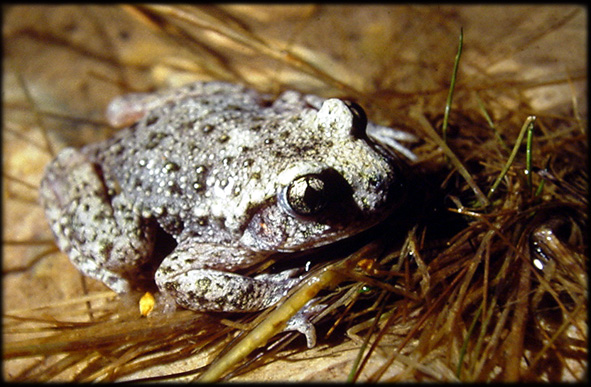
Plateau d'Helfaut (Département du Pas-de-Calais, Francja), 1990

Posiada ciało dość silnie spłaszczone, grzbietobrzusznie. Na prawie całej skórze jest pokryta małymi brodawkami. Po bokach występują większe, pojedyncze brodawki ułożone w rzędach. Źrenice oczu pionowo i szparowato ustawione. Ubarwienie grzbietu szare, bądź też szarobrązowe z mozaiką ciemnych i jasnych plamek. Samica po bokach posiada rzędy brodawek w kolorze pomarańczowym lub czerwonym. Brzuch jasny, białawy. 

## Występowanie
Zamieszkuje podgórza i wyższe partie gór do 1500 m n.p.m. zachodniej Europy (Francja, Niemcy, Belgia, Holandia, Portugalia, Hiszpania) oraz północną i zachodnią Szwajcarię. Introdukowana w północnej Anglii.
W 1894 roku przeprowadzono introdukcję pętówki babienicy w Sudetach w okolicy góry Ślęży położonej obecnie w Polsce. Gatunek ten jednak tam wyginął. Według bazy danych Instytutu Ochrony Przyrody (IOP) „Gatunki obce w Polsce” pętówka babienica jest nieinwazyjnym gatunkiem obcym, który wymarł w Polsce.

## Tryb życia
Prowadzi lądowy i nocny tryb życia. Żyje samotnie lub w małych grupach. Żywi się małymi owadami.
Nazwa pętówka pochodzi stąd, że samiec, opiekując się potomstwem, owija dookoła tylnych nóg złożony przez samicę skrzek, który ma postać sznura. W okresie opieki nad potomstwem samiec jest więc jakby „spętany”.